# Michaił Kononow
Michaił Iwanowicz Kononow (ros. Михаил Иванович Кононов; ur. 25 kwietnia 1940 w Moskwie, zm. 16 lipca 2007 tamże) – rosyjski aktor teatralny i filmowy. Zasłużony Artysta RFSRR (1989), Ludowy Artysta Federacji Rosyjskiej (1999).

## Życiorys
W 1963 roku ukończył szkołę teatralną imienia Szczepkina. Do 1968 roku był aktorem Małego Teatru Akademickiego w Moskwie, a potem został pracownikiem studium filmowego imienia Maksyma Gorkiego w Moskwie.
Debiutował w filmie Nasz wspólny przyjaciel (1962) Iwana Pyrjewa. Przełomowym dla niego momentem stał się rok 1966, kiedy zagrał dwie role, z których jedna była główną, ale to tę w Andrieju Rublowie, chociaż mniejszą, cenił jako najważniejszą.
W latach 70. XX wieku wyprowadził się na wieś. Od lat 90. rzadko pojawiał się na ekranie, odrzucał kolejne oferty. Nie brał udziału w życiu artystycznym. Po powrocie do Moskwy pracował w marketingu.
Zmarł po długiej chorobie.
Został pochowany w Moskwie na tamtejszym Cmentarzu Wagańkowskim.

## Filmografia
- 1966 – Naczalnik Czukotki jako Aleksiej Bykow, po raz pierwszy w roli głównej,
- 1966 – Andriej Rublow jako Tomasz (według aktora - najważniejsza jego rola),
- 1968 – Trzeba przejść i przez ogień jako Aliosza
- 1972 – Wybacz i żegnaj jako Mitka
- 1972 – Bolszaja pieriemena jako Nestor Pietrowicz Siewierow,
- 1975 – Finist – dzielny sokół jako Jaszka,
- 1975 – Syberiada jako rewolucjonista Rodion
- 1984 – Gost'ja iz buduszczego jako Krys
- 2006 – W krugie pierwom - ostatnia rola filmowa.

## Odznaczenia
- Zasłużony Artysta RFSRR
- Ludowy Artysta Federacji Rosyjskiej